# Rivière Mékinac
Pour les articles homonymes, voir Mékinac (homonymie).
La rivière Mékinac est un affluent de la rive est de la rivière Saint-Maurice, coulant dans la municipalité régionale de comté (MRC) Mékinac, dans la région administrative de la Mauricie, au Québec, au Canada.
D'une longueur de 26 km, cette rivière de la Moyenne-Mauricie a joué un rôle important dans l'industrie de la foresterie dès la fin du XIXe siècle.

## Géographie
Cette courte rivière de 26 km prend sa source dans le lac Mékinac et coule en direction du sud pour se jeter dans la rivière Saint-Maurice au nord de Saint-Roch-de-Mékinac. L'embouchure est situé presque en face de l'île Mékinac situé près de la rive ouest sur la rivière Saint-Maurice.
La rivière Mékinac coule surtout en milieu agricole, parfois forestier et traverse le village de Saint-Joseph-de-Mékinac. Cette rivière comporte beaucoup de rapides ; ce qui la rend navigable pour les embarcations à faible tirant d'eau, surtout au printemps et seulement dans certains segments en dehors des périodes de grandes crues. La rivière est généralement gelée de décembre à la fin mars, sauf dans certaines zones de forts rapides. Un barrage de retenu de 6,8 m administré par Hydro-Québec est situé à l'embouchure du lac Mékinac. Tandis que la décharge du lac du Missionnaire se déverse dans le lac Mékinac, tout près du barrage.
Dans sa descente, la rivière Mékinac reçoit les eaux :
- par sa rive droite : le ruisseau Fou qui prend ses eaux au lac Vincent (et les lacs en amont : Perchaude et aux lièvres) ; le ruisseau Dumont qui draine les eaux du lac Dumont (et les lacs en amont : Dubé et Fournier) ; la rivière Boucher (Mékinac) qui prend sa source au lac Boucher (dans le canton Boucher) et en descendant traverse le lac St-Michel et le lac Larue ; et le ruisseau du Château qui s'alimente du lac Ruth et des lacs du Château ;
- par sa rive gauche les ruisseaux : Thom (prenant sa source au lac Thom, Georges, à Bouchard et Le Jeune) ; Vlimeux (prenant sa source au lac Vlimeux) ; et Grimard.

La rivière Mékinac longe la limite nord du canton Lejeune, dans la partie nord de la municipalité de Sainte-Thècle.
La route reliant le village de Saint-Joseph-de-Mékinac et l'embouchure de la rivière Mékinac, est situé du côté sud de la rivière.
Le lac du Missionnaire et le lac Mékinac sont réputés pour les activités récréo-touristiques, notamment la villégiature, le camping, les activités nautiques...

## Toponymie
Le nom de la Mékinac vient du mot algonquin mikinak et qui signifie tortue. Deux hypothèses ont été avancées au sujet de l'attribution de ce nom. La première est que la forme d'une montagne environnante rappellerait une tortue. La seconde est l'abondance des tortues dans la région,.